# Malaysia Open 1941
Die Malaysia Open 1941 im Badminton fanden Mitte April 1941 in der Victoria Memorial Hall in Singapur statt. Sie waren die fünfte Auflage dieses Championats.

## Finalresultate
| Disziplin    | Sieger                         | Finalist                       | Ergebnis           |
| ------------ | ------------------------------ | ------------------------------ | ------------------ |
| Herreneinzel | Wong Peng Soon                 | S. A. Durai                    | 15-3, 15-3         |
| Dameneinzel  | Lee Chee Neo                   | Ong Eok Eam                    | 11-2, 11-2         |
| Herrendoppel | Chee Choon Wah Chee Choon Keng | Wee Boon Hai Wong Chong Teck   | 15-17, 18-15, 15-4 |
| Damendoppel  | Lee Chee Neo Lee Kim Leo       | P. Saraswathy Jessie Macgregor | 15-1, 15-2         |
| Mixed        | Chee Choon Wah Ong Eak Eam     | S. A. Durai Yoong Sook Lian    | 15-9, 15-1         |